# Laristan
Laristan és una regió històrica de l'Iran, a la província de Fars, centrada en la ciutat de Lar.
La població és de substrat iranià als que al segle xiii es van afegir poblacions assenyalades com a mongoles i al segle xiv turcmans. Al segle xvi es constata la presència de nòmades, qashqais, baharlu, basiris, nafars, i altres nòmades turcmans; àrabs sedentaris vivien a la costa, especialment a Bandar Linga on es van establir els Kawasim (localment Djawasim), a Bandar Abbas, i a l'interior a Djahangiriyya o Djuhungira (els xeics de Bastak); també hi havia comerciants hindús anomenats banyans o multanis (a Bandar Abbas i a Bandar Kung); alguns africans s'esmenten a la costa, i jueus a Lar, Gilar, Djahrum i Ormuz; al segle xvii un jueu convers de nom Abu l-Hasan Lari va obtenir mesures de discriminació contra els jueus, que es van estendre a tota Pèrsia; al segle xix hi va haver pogroms, expulsions i conversions forçades i els jueus van emigrar a Siraz.
La religio tradicional era l'islam sunnita estès per les confraries (tariqes o tarikes) Ishakiyya (Murshidiyya), Dinyali, Banu Abbasi i algunes altres. Els safàvides van imposar el xiïsme duodecimà però no va arribar a ser predominant; al segle xviii i XIX hi va haver conflictes entre les comunitats. Avui dia encara moltes comunitats urbanes són sunnites xafiïtes, els àrabs del sud són sunnites i només els turcmans són pràcticament tots xiïtes; els africans fan encara pràctiques animistes.
A causa dels terratrèmols, inundacions, sequeres, aigües contaminades, llagostes, vents que causaven una malaltia als ulls, malària, disenteria, filariosis, molts laris van emigrar a l'Índia on van servir a l'exèrcit i administració dels sobirans musulmans. La situació econòmica va millorar entre els segles XIV i XVIII però l'emigració encara va seguir.
La regió fou famosa per la fabricació d'armes. L'aigua que s'obté de pous és salobre; cisternes d'aigua de pluja existeixen a totes les poblacions. Els cultius són generalment de secà excepte a llocs concrets. Abunda el dàtil. Es produeixen també catifes. La ramaderia té certa importància; en general cal parlar de cultura agropastoral. El territori disposa de jaciments de sofre i guix, i de ferro i sal més difícils d'explotar. Hi ha també indicis de coure.

## Història

### Edat mitjana
La seva història anterior al segle xiii és desconeguda. Hi ha indicis arqueològics dels sassànides. J. Aubin ofereix una llista de prínceps locals de la família de Gurgin Milad que segons la tradició hauria rebut el territori del mític sobirà kayànida Kay Khusraw quan es va retirar del món i va repartir els països iranians entre els seus dignataris; fins al 1198 les dades no esdevenen precises. Entre el segle xiii i el XVI es van succeir quinze emirs de pare a fill. Ibn Batutta presenta un testimoni divergent, ja que segons ell a Lar regnava un sultà turcman i no un milàdida (descendent de Gurgin Milad), i aquesta circumstància té alguns suports en altres fonts. Al segle xvi els cinc darrers regnats són de cronologia imprecisa.
Segons Aubin el desenvolupament de l'illa de Kays va desplaçar el comerç cap a l'est de les rutes i els ports del golf Pèrsic i això va provocar el sorgiment de noves metròpolis al garmsirat de Fars, primer Fal o Bal, on probablement es van replegar els habitants de l'arruïnada Siraf, amenaçats pels pirates per la costa i pels nòmades tribals per l'interior; després va sorgir Khundj a un nus de rutes a l'eix Kays-Siraz amb transversal cap a Lar i Ormuz. Els fadlawàyhides kurds que dominaven Fars oriental van dominar Lar al segle xiii i es van estendre cap a Kirman; aquest episodi Aubin l'atribueix a la lluita entre els shabankara i els salghúrides quan Abu Bakr ibn Sad, el salghúrida, va intentar dominar el golf i va xocar amb altres poders locals com Muzaffar al-Din Shabankarai, o l'illa de Kays. Segurament fou el 1230/1231 quan Muzaffar al-Din es va apoderar de Lar i del territori fins a la costa del golf fins al Kawristan, frontera amb el regne d'Ormuz (a l'est). No se sap quant de temps va durar el seu domini. Vers el 1300 els dervixos de Khundj van obtenir dels comerciants de Tibi (els tibis) la cessió de l'illa de Djarun a Ormuz i aquests sempre van agrair el favor. Vers 1330 Kays fou ocupada per Ormuz i a aquesta ciutat es va desplaçar el comerç del golf; la ruta Kays-Siraz fou abandonada.
Ibn Battuta que va visitar Lar el 1347, la descriu com una vila pròspera, però sembla que no va tenir un paper polític rellevant. Mustawfi confirma l'apreciació d'Ibn Battuta. Tota la vida a la ciutat estava organitzada en funció del comerç. Els xeics hereditaris de la zawiya de Lar eren originaris de Khundj on al segle xiii s'havia establert un khanakak  del qual el murshid era Shaykh Danyal afiliat a la tarika Murshidiyya (o Ishakiyya); el va succeir Abu Dulaf Muhammad. Quan va visitar la ciutat Ibn Battuta esmenta una zawiya xafiïta indeterminada. La zawiya de Danyal va caure en decadència al segle xv però va prosperar la d'Abu Nadjmi (potser la que va veure Ibn Battuta, però Muwahhid diu que aquest va visitar la zawiya dels Banu Abbasi dirigida per Hadjdj Shaykh Abd al-Salam Khundji Kutb al-Awliya (+ 1345/1346).
Durant el segle xiv els garmsirats del Fars van quedar dividits en dues formacions polítiques: el Bilad Lar i el Bilad Khundj-u-Bal (o Fal). Aquest darrer va tenir relacions amistoses amb el regne d'Ormuz, mentre l'altre era el seu enemic i fins i tot va intentar conquerir Ormuz. Bilad Khundj-u-Bal tenia com a família més notable als rais Fali, més tard visirs a Ormuz (final del segle xv quan Khund havia entrat en decadència) i ho van restar fins al final del domini portuguès. Bilad Lar mancava de militars i intel·lectuals per l'emigració cap a l'Índia, però una família de maliks li va assegurar una cohesió política interna. A la segona meitat del segle xv s'hi va formar una classe de notables cultivats. Al segle xv es troben a Lar monedes muzaffarides i timúrides.

### Edat moderna
A causa de terratrèmols (especialment el de 1440 combinat amb inundacions), els canvis d'aliances, la ruïna de Karzin (en la ruta Khundj-Siraz). el desenvolupament com a centre religiós de Djahrum abans del 1500, i la fundació d'una comunitat de dervixos a Ikhwanabad (després Kutabad) en un encreuament de les rutes de Siraz-Fasa-Lar, dirigida per Kutb al-Din Muhammad ibn Muhyi al-Din Kushknari conegut com a Kutb-i Muhyi, van afavorir a l'eix Ormuz-Lar-Djahrum-Siraz. En els garmsirats del Fars només els rais Fali de Fal van conservar influència al golf on tenien Shilaw. Els prínceps de Lar van aprofitar la seva posició d'etapa de la ruta comercial per estendre la seva autoritat al litoral i a les valls intermèdies. Lar i Ormuz vivien del comerç amb l'Índia i es complementaven però el conflicte era inevitable i va esclatar el 1498/1499 quan el príncep de Lar va intentar afavorir una revolta beduïna a Djulfar contra Ormuz. Abu Bakr Lari va fer una expedició contra l'illa Djarun però fou rebutjat per Khʷadja Ata, un ghulam de Salghur Shah d'Ormuz. Un temps després, al morir Salghur Shah (1505) els laris van tornar a intervenir en els afers d'Ormuz tornant a atacar l'illa de Djarun. Però el nou governant d'Ormuz, Khʷadja Ata, hi va posar fi suprimint al rei infant nascut de Salghur Shah i d'una princesa de Lar. Però els prínceps de Lar van seguir estenent-se per la costa; els seus vassalls, els emirs d'Ilud, van fer pressió sobre el Lashtan, el rerepaís de l'illa de Kishm a Naband.; un emir es va apoderar del Lahstan el 1546. Tot i l'establiment del poder dels safàvides tot el segle xvi Lar i Ormuz van seguir sent concurrents.
Al segle xvi, amb l'arribada dels portuguesos (després del 1507) els mercaders i mercenaris laris van emigrar de manera massiva al Dècan. En aquest temps la moneda local de plata, el lari o larin,corria per tot l'oceà Índic. Els arcs fabricats a Lar eren famosos arreu i eren exportats a Índia i a l'Iraq. Després de Fal (amb el làqab Dar-al-Fassa, "Llar de la Puressa") i Khundj (amb el làqab Dar-al-Awliyà, "Llar dels Sants") arribava el torn a Lar que va rebre el làqab de Dar-al-Madalat ("Llar de l'Equitat").
El 1508 representants de Lar i Ormuz van anar a fer homenatge al xa safàvida Ismail I. Els prínceps de Lar van esdevenir tributaris dels safàvides amb el títol d'Amir-i Diwan. El 1523/1524 una ambaixada portuguesa a Pèrsia va passar per Lar. Un relat detallat és donat per António Tenreiro. El venecià Michele Membré va anar de Siraz a Ormuz via Lar i en va donar una descripció i diu que el rei, vassall dels safàvides, era anomenat Soprassi (sic) i que duia la caputxa dels duodecimans. El rei local Anushirvwan ibn Abi Said ibn Ala al-Mulk conegut per Shah Adil, fou assassinat (24 de juny de 1541). Li va succeir Ibrahim Khan que no va anar a fer homenatge al xa safàvida Abbas el Gran quan aquest va anar a Siraz, i les relacions es van degradar, ja que si van afegir altres coses com el maltractament de recaptadors perses d'impostos, recaptacions extraordinàries als mercaders i viatgers, i altres. El 1601 i 1602 el xa va enviar dues expedicions a Lar manades per Allah Wirdi Khan, beglerbegi de Fars. A la segona expedició Lar fou ocupada i Ibrahim fou portat a Siraz i els seus béns confiscats inclosa la suposada corona de Kay Khusraw. Allah Wirdi Khan va enviar als presoners i els tresors al xa, que en aquell moment estava en campanya a Badghis, prop d'Herat. Ibrahim Khan va morir durant el viatge a Balkh d'una epidemia que va afectar les tropes.
A Lar fou nomenat governador Kadi Abu l-Kasim Lari, un xiïta. El tribut que pagava Ormuz a Lar fou reclamat per Pèrsia. Per imposar el pagament Kanbar Ali Beg va ocupar l'illa de Kishm. El desembre del 1614 el beglerbegi de Fars, Imam Kuli Khan, es va apoderar del port de Gombron o Gombroon (portuguès Comorão) i la primavera del 1622 el mateix Kuli Khan ocupava el Regne d'Ormuz amb ajut de la flota anglesa. la presència d'un ambaixador castellà (Figueroa) a la cort persa (i l'existència d'un ambaixador persa a la cort castellana des de 1617) no va impedir que la corona portuguesa perdés Ormuz. Poc després Gombroon era rebatejada Bandar Abbas. El 1630 els portuguesos van obtenir facilitats comercials a Bandar Khung a 8 km a l'est de Bandar Linga) que es va poblar d'àrabs, banyans, portuguesos i perses i va esdevenir un port important abans de 1640.
Durant tot el segle xvii es tenen diverses descripcions de Lar de viatgers europeus. Vers el 1700 el govern del Laristan havia esdevingut una empresa familiar: el shahbandar de Bandar Khung era germà del shahbandar de Bandar Abbas i aquest del kan de Lar que segons Pereira Fidalgo tenia sota la seva jurisdicció Bandar Abbas, Bandar Khung i Bandar Rig (enfront de l'illa de Kharg). El Laristan va resistir als atacs afganesos. Mentre la ruta comercial Siraz-Lar-Bandar Abbas s'havia fet xiïta la resta del Laristan excepte en part la ciutat de Lar romanien sunnites xafiïtes. Xeics sunnites a Evas i Bastak, dominaven les principals fortaleses. Els afganesos no van aconseguir un control efectiu del Laristan que va passar a mans d'un cap balutxi, després d'un notable local, després d'un general safàvida, i després del sardar del Fars, Muhammad Khan Baluč. Aquest es va revoltar contra Nadir Khan, després Nadir Shah, que tenia el suport dels sunnites del Laristan. Nadir va exercir una repressió sense pietat i Muhammad Khan Baluč i el xeic Ahmad Madani foren executats, i milers de persones van patir multes i deportacions.
Aprofitant l'anarquia el cap de bandits Nasir Khan Lari va prendre el poder a la regió de Buluk-i Saba (entre Laristan i Kirman) junt inicialment amb el seu germà Hadjdji Khan, i des d'aquesta base va conquerir Lar vers el 1747. El 1750 va fer una expedició a Siraz (Hadjdji Khan va morir pel camí), que va fracassar, però va estendre el seu domini a la zona de la costa posant sota domini als xeics àrabs i va entrar en relacions amb la Companyia Britànica de les Índies Orientals establerta a Bandar Abbas. Va entrar en conflicte amb Karim Khan Zand i entre 1754 i 1766 es va haver d'enfrontar al mateix temps contra el governador de Kirman al nord-est i contra els zand a l'oest. Va fer aliança amb el cap qajar Muhammad Hasan Khan (el 1756 i el 1758) per atacar a Karim Khan a Siraz. Finalment SAadik Khan Zand va conquerir Lar i després la fortalesa de Nasir Khan (1766).

### Edat contemporània
Encara que es creia que la família de Nasir Khan havia conservat un poder autònom a Laristan (fins a 1845 segons Minorski o fins a 1858 segons Perry) això ha estat posat en dubte. La família de Nasir fou hostil als zand i després als qajars. Karim Khan Zand primer i després Luft Ali Khan Zand van confiar el govern de Laristan i dels ports als xeics de Bastak que van ser elevats a kans. Fou en temps de Fath Ali Shah que el govern de Laristan i de Buluk-i Saba va retornar a la família de Nasir en la persona d'Abd Allah Khan que va residir a Siraz com ajudant del príncep governador qajar del Fars, i els tres fills d'Abd Allah Khan que van governar a Furg, Tarum i Lar. Un d'aquests fills, Nasir Khan Lari ibn Abd Allah va esdevenir beglerbegi de Laristan, però fou desposat el 1831/1832 i el govern va passar a Ahmad Khan Bastaki; el 1833 Nasir fou nomenat novament amb el títol de beglerbegi de Laristan i Saba. El 1840 Lar fou breument ocupada pel cap ismaïlita nizarita Agha Khan Mahallati, revoltat contra el xa. Conflictes entre els kans de Lar van provocar que el wali de Fars el 1845, els deposés (sent empresonats a Siraz) i nomenés governador un simple kalantar. Un dels deposats, Nasr Allah Khan Lari, es va poder escapar i va iniciar una revolta a la regió de Saba; no va poder ser sotmès i va restar amagat a les muntanyes fins que va poder tornar a Siraz i va rebre una pensió a canvi de deixar la lluita (1858). Lar va seguir el comerç amb Bandar Abbas, Bandar Linga i Bandar Tahiri, però cada vegada més degradat. Durant el segle xviii els anglesos van traslladar les seves operacions més al nord a Bushire i els holandesos a Kharg el que va accelerar la decadència de Lar.
El 1859 el govern fou concedit al príncep qajar Mahdi Kuli Mirza; Mustafà Khan Bastaki es va revoltar però fou sotmès aviat. El govern de Bandar Abbas havia estat confiat al sultà de Mascat que el va tenir fins al 1868 i la dificultat de control de tota la costa feia el govern del Laristan important. El 1868 s'hi va afegir Bandar Abbas i el 1877 Saba, i entre 1880 i 1882 s'hi van agregar cinc tribus (khamsa) de Darab. En els següents anys el Laristan va caure en mans dels Kawami, una família visiral de Fars sorgida de la descendència de Hadjdji Ibrahim Khan Itimad ad-Dawla Xirazí. El 1877/1878 Ihtisham al-Dawla i Mirza Ali Muhammad Khan kawan van restablir el control sobre les zones costaneres. El 1881 el govern de Laristan, Saba, Darab, Khamsa i Fasa fou confiat a Kawam al-Mulk que va morir al cap d'un any. La ciutat és descrita llavors en molt mal estat. El Laristan fou sotmès al bandidatge i al començament del segle xix fou assolat pel balutxi Mihran Khan, sardar de Bampur. El governador Fath Ali Khan va restaurar molts edificis i el 1907 presentava ja un bon aspecte i el seu port principal era Bandar Linga; el desenvolupament d'aquest port sota els Kawasim havia afavorit a Bastak.
Al final de l'època qajar (1900-1915) els ports seran cada vegada més controlat per funcionaris belgues. En la reorganització administrativa de 1913 es va proposar que el Laristan i Bandar Abbas no fos inclòs en la zona d'influència dels Kawami no al vilayat de les tribus Khamsa.
Sota els Pahlavi, Lar va esdevenir un shahristan (comtat) anomenat comtat de Larestan, amb cinc bakhshs (districtes): Markazi, Bastak, Linga, Gawbandi i Djuyum als que es va afegir Bunaruya en la reforma administrativa de 1938/1939. Una nova reforma administrativa el 1955/1956 va dividir el comtat en els districtes d'Evaz, Lamard, Juyum i Huma; els districtes costaners i el rerepaís en van quedar fora.